# Clitopilus prunulus
Clitopilus prunulus, comúnmente conocido como molinera o mojardón, es un hongo basidiomiceto comestible, de la familia Pluteaceae. Crece en bosques de frondosas o mixtos. La seta, o cuerpo fructífero, aflora en verano y otoño. El basónimo de esta especie es Agaricus prunulus Scop. 1772, y su epíteto específico, prunulus, significa "pequeña ciruela". Es un comestible muy apreciado, aunque no debe consumirse cruda.

## Descripción
Su seta, cuerpo fructífero, posee un sombrero gris blanquecino, de aspecto harinoso y entre 5 y 10 centímetros de diámetro. Tiene forma convexa en ejemplares jóvenes, y se va aplanando conforme madura, hasta quedar deprimido en el centro y con bordes son irregulares y ondulados. Las láminas son muy finas, tupidas y ligeramente decurrentes, y presentan un color blanco al principio y algo rosado más tarde. El pie es corto, macizo y flexible, y no suele superar los 5 centímetros de longitud. La base del pie es afelpada. El olor de su carne es agradable y muy característico, recordando al de la harina de trigo, razón por la que la seta se conoce con el nombre popular de "molinera". La esporada es rosada.

## Posibilidades de confusión
Es posible confundir la seta de este hongo con las de otras especies venenosas o no comestibles, como Clitocybe phyllophyla o Clitocybe dealbata, que también tienen olor harinoso y láminas aplastadas (pero elásticas y no como en el Prunulus que se rompen al pasar el dedo), pero sin tonos rosados y más duras que las Clitopilus prunulus.